# Дайсон, Терри
Терренс Кент Дайсон (англ. Terence Kent Dyson; род. 29 ноября 1934, Скарборо, Англия) — английский футболист, полузащитник.

## Карьера
Начал футбольную карьеру во время службы в армии в «Скарборо». В 1955 году стал игроком клуба «Тоттенхэм Хотспур». Его первый матч в составе команды состоялся в марте 1955 года против «Шеффилд Юнайтед». В клубе Дайсон играл до 1965 года. Вместе с командой он выигрывал Кубок Англии, забив в финале гол в ворота «Лестер Сити». Дайсон также был членом команды, выигравшей Кубок обладателей кубков УЕФА 1962/1963, дважды забив в финале в ворота «Атлетико Мадрид». Всего в составе клуба принял участие в 184 матчах, забив 41 гол.
В 1965 году перешёл в «Фулхэм», где провёл три сезона. В 1968—1970 годах выступал за «Колчестер Юнайтед». Завершил карьеру футболиста в 1972 году в клубе «Гилфорд Сити».

## Достижения

### «Тоттенхэм Хотспур»
- Чемпион первого дивизиона: 1960/61
- Обладатель Кубка Англии: 1960/61
- Обладатель Кубка обладателей кубков УЕФА: 1962/63